# Nội các Abe lần 2

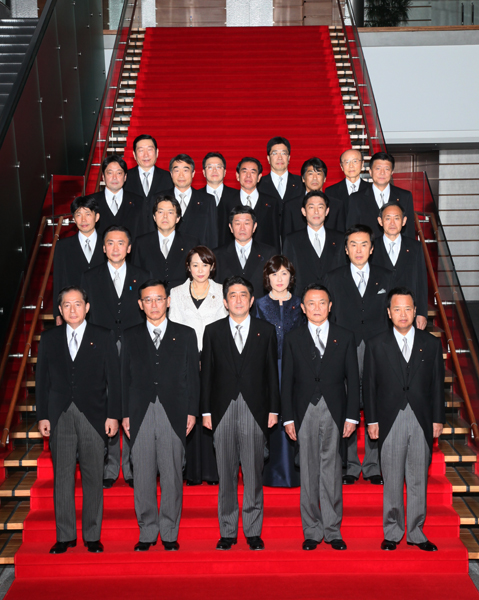
Nội các Abe lần thứ hai

Nội các Abe lần 2 (第2次安倍内閣 (Đệ nhị An Bội nội các) Dainiji Abe Naikaku) là nội các Nhật Bản, thành viên của Hạ Nghị viện Nhật Bản do Thủ tướng Abe Shinzo (chủ tịch đảng Dân chủ Tự do) chỉ định thành lập vào ngày 26 tháng 12 năm 2012, sau khi cuộc bầu cử Hạ viện. Đứng đầu nội các Abe là Thủ tướng Abe Shinzo. Ngày 3 tháng 9 năm 2014, Nội các Abe lần 2 được giải thể với 11 bộ trưởng đồng loạt từ chức. Nội các tồn tại được 617 ngày

## Các thành viên nội các
(Danh sách dưới có một số chỗ không đúng do cập nhật chậm)
| Chức danh | Họ và tên                 | Hình ảnh          | Thành viên của                    | Chuyên trách | Ghi chú |
| --- | ------------------------- | ----------------- | --------------------------------- | ------------ | ------- |
| Thủ tướng | Abe Shinzō                | Abe Shinzo        | Hạ nghị sĩ Đảng Dân chủ Tự do     | -            | -       |
| Phó Thủ tướng Bộ trưởng Bộ Tài chính Bộ trưởng Nội các Đặc trách (Khu vực Tài chính)                                          | Asō Tarō 12 năm, 224 ngày | Aso Taro          | Hạ nghị sĩ Đảng Dân chủ Tự do     | -            | -       |
| Bộ trưởng Bộ Tổng hợp Bộ trưởng Nội các Đặc trách (Cải cách Phân quyền Địa phương)                                            | Shindō Yoshitaka          |                   | Hạ nghị sĩ Đảng Dân chủ Tự do     | -            | -       |
| Bộ trưởng Bộ Tư pháp | Tanigaki Sadakazu         | Tanigaki Sadakazu | Hạ nghị sĩ Đảng Dân chủ Tự do     | -            | -       |
| Bộ trưởng Bộ Ngoại giao | Toshimitsu Motegi         | Toshimitsu Motegi | Hạ nghị sĩ Đảng Dân chủ Tự do     | -            | -       |
| Bộ trưởng Bộ Văn hóa, Giáo dục và Khoa học                                                                                    | Shimomura Hakubun         |                   | Hạ nghị sĩ Đảng Dân chủ Tự do     | -            | -       |
| Bộ trưởng Bộ Y tế, Lao động và Phúc lợi Xã hội                                                                                | Norihisa Tamura           |                   | Hạ nghị sĩ Đảng Dân chủ Tự do     | -            | -       |
| Bộ trưởng Bộ Nông nghiệp, Lâm nghiệp và Thủy sản                                                                              | Hayashi Yoshimasa         | Hayashi Yoshimasa | Thượng nghị sĩ Đảng Dân chủ Tự do | -            | -       |
| Bộ trưởng Bộ Kinh tế và Công nghiệp                                                                                           | Hiroshi Kajiyama          | Hiroshi Kajiyama  | Thượng nghị sĩ Đảng Dân chủ Tự do | -            | -       |
| Bộ trưởng Nội các Đặc trách (Vấn đề Bồi thường và Hỗ trợ nạn nhân thảm họa hạt nhân)                                          | Motegi Toshimitsu         | Motegi Toshimitsu | Hạ nghị sĩ Đảng Dân chủ Tự do     | -            | -       |
| Bộ trưởng Bộ Đất đai, Cơ sở hạ tầng, Giao thông vận tải và Du lịch                                                            | Ota Akihiro               | Ota Akihiro       | Hạ nghị sĩ Đảng Công minh         | -            | -       |
| Bộ trưởng Bộ Môi trường Bộ trưởng Nội các Đặc trách (Đối phó Thảm họa)                                                        | Ishihara Nobuteru         | Ishihara Nobuteru | Hạ nghị sĩ Đảng Dân chủ Tự do     | -            | -       |
| Bộ trưởng Bộ Quốc phòng | Onodera Itsunori          | Onodera Itsunori  | Hạ nghị sĩ Đảng Dân chủ Tự do     | -            | -       |
| Chánh Văn phòng Nội các | Suga Yoshihide            | Suga Yoshihide    | Hạ nghị sĩ Đảng Dân chủ Tự do     | -            | -       |
| Bộ trưởng Bộ Phục hưng | Nemoto Takumi             |                   | Hạ nghị sĩ Đảng Dân chủ Tự do     | -            | -       |
| Chủ tịch Ủy ban An toàn Quốc gia Bộ trưởng Nội các Đặc trách (Đối phó Thảm họa)                                               | Furuya Keiji              |                   | Hạ nghị sĩ Đảng Dân chủ Tự do     | -            | -       |
| Bộ trưởng Nội các Đặc trách (Vấn đề Okinawa và Lãnh thổ phương Bắc) (Vấn đề Chính sách Phát triển Khoa học) (Vấn đề Vũ trụ) ' | Yamamoto Ichita           |                   | Thượng nghị sĩ Đảng Dân chủ Tự do | -            | -       |
| Bộ trưởng Nội các Đặc trách (Vấn đề An toàn thực phẩm và Bảo vệ người tiêu dùng) (Vấn đề Sinh đẻ ít) (Kế hoạch Cộng đồng)     | Mori Masako               |                   | Thượng nghị sĩ Đảng Dân chủ Tự do | -            | -       |
| Bộ trưởng Nội các Đặc trách Vấn đề Kinh tế Tài chính                                                                          | Amari Akira               | Amari Akira       | Hạ nghị sĩ Đảng Dân chủ Tự do     | -            | -       |
| Bộ trưởng Nội các Đặc trách Cải cách Hành chính                                                                               | Inada Tomomi              |                   | Hạ nghị sĩ Đảng Dân chủ Tự do     | -            | -       |